# Trond Fredrik Ludvigsen
Trond Fredrik Ludvigsen (* 22. Juni 1982 in Alta) ist ein norwegischer ehemaliger Fußballspieler.

## Vereinskarriere
Nach den Jugendstationen Frea, Bossekop UL und Alta IF wechselte er als großes Talent geltend zum damaligen norwegischen Spitzenklub FK Bodø/Glimt. Dort debütierte er bereits mit 16 Jahren und 314 Tagen in der erstklassigen Tippeligaen.
Nach zwei Jahren fiel dem Bundesligisten Hertha BSC sein Talent auf und verpflichtete ihn 2002. Nach zwei Kurzeinsätzen in der Liga kehrte er jedoch per Leihe nach Norwegen zu Rosenborg Trondheim zurück. Mit Rosenborg spielte er unter anderem in der Champions League und gewann zweimal die norwegische Meisterschaft sowie 2003 den norwegischen Pokal. Allerdings konnte er sich in Trondheim nicht durchsetzen, und auch in Berlin hatte man das Interesse an ihm verloren.
So wechselte er 2003 zu seiner ersten Profistation Bodø/Glimt. Nachdem er auch dort nicht mehr an seine Leistungen zu Beginn der Karriere anknüpfen konnte, wechselte er zu Brann Bergen. Durch Verletzungspech blieb ihm auch dort der Durchbruch verwehrt und auch eine Leihe 2007 zu Strømsgodset IF änderte daran nichts. 2009 unterschrieb er zum dritten Mal einen Vertrag in Bodø. Überraschend stieg der Verein am Ende der Saison in die Zweitklassigkeit ab. Ludvigsen blieb bis 2011 und beendete seine Karriere bei Alta IF.

## Nationalmannschaftskarriere
Ludvigsen durchlief von der U16 Norwegen an alle Nachwuchsnationalmannschaften des Landes und debütierte bereits mit 17 Jahren für die U21-Auswahl. Dort brachte er es in 35 Einsätzen auf 16 Tore. Der Sprung in die A-Nationalmannschaft blieb ihm jedoch bislang verwehrt.

## Erfolge
- Norwegischer Meister: 2002, 2003
- Norwegischer Pokalsieger: 2003